# Siphunculina mediana
Siphunculina mediana är en tvåvingeart som beskrevs av Becker 1912. Siphunculina mediana ingår i släktet Siphunculina och familjen fritflugor.
Artens utbredningsområde är Etiopien. Inga underarter finns listade i Catalogue of Life.